# Тархановская
Тарха́новская — деревня в Шатурском муниципальном районе Московской области. Входит в состав городского поселения Шатура. Население — 22 чел. (2010).

## Расположение
Деревня Тархановская расположена в северо-западной части Шатурского района, расстояние до МКАД порядка 123 км. Высота над уровнем моря 133 м.

## Название
В письменных источниках деревня упоминается как Тархановская, Торханово и Тарханово.
Название связано с некалендарным личным именем Тархан.

## История
Впервые упоминается в писцовой Владимирской книге В. Кропоткина 1637—1648 гг. как деревня Тархановская стана Сенег Владимирского уезда. Деревня принадлежала Фёдору Ивановичу Шереметеву.
Последним владельцем деревни перед отменой крепостного права был штабс-ротмистр Михаил Иванович Головин.
После отмены крепостного права деревня вошла в состав Старовской волости.
Деревня входила в приход церкви Успения Пресвятой Богородицы села Красное.
После Октябрьской революции 1917 года был образован Тархановский сельсовет, в который вошла деревня Тархановская. В 1923 году сельсовет находился в составе Красновской волости Егорьевского уезда Московской губернии.
В 1925 году Тархановский сельсовет был упразднён, а деревня Тархановская вошла в состав Красновского сельсовета.
В ходе реформы административно-территориального деления СССР в 1929 году деревня Тархановская в составе Красновского сельсовета передана в Шатурский район Орехово-Зуевского округа Московской области.
Впоследствии деревня вошла в состав Петровского сельсовета.

## Население
| 1859 | 1868 | 1885 | 1905 | 1926 | 1931 |
| ---- | ---- | ---- | ---- | ---- | ---- |
| 155  | ↗182 | ↗273 | ↗334 | ↗434 | ↗706 |
| 1970 | 1993 | 2002 | 2006 | 2010 |      |
| ↘124 | ↘43  | ↘13  | ↗32  | ↘22  |      |